# Франческо д’Есте
Вижте пояснителната страница за други личности с името Франческо д’Есте.
Франческо д’Есте (на италиански: Francesco d'Este; * 1 ноември 1516, Ферара, Херцогство Ферара; † 22 февруари 1578, Ферара, Херцогство Ферара) от рода Есте, е маркиз на Маса Ломбарда и принц на Ферара, Модена и Реджо.

## Произход
Той е син на Алфонсо I д’Есте (* 1476, † 1534), херцог на Ферара, Модена и Реджо, и на втората му съпруга Лукреция Борджия (* 1480, † 1519), херцогиня на Ферара, Модена и Реджо, господарка на Непи, господарка на Сермонета и Басиано, херцогиня на Бишелие и княгиня на Салерно. Негови дядо и баба по бащина линия са херцозите на Ферара, Модена и Реджо Ерколе I д'Есте и Елеонора Арагонска, а по майчина – папа Александър VI и метресата му Ваноца Катанеи. Негов вуйчо е Чезаре Борджия, следователно той е братовчед на Франческо Борджия. По бащина линия е племенник на Изабела д'Есте и на кардинал Иполито д'Есте. Той има четирима братя и две сестри:
- Алесандро (*/† 1505)
- Ерколе II (* 1508, † 1559), херцог на Ферара, Модена и Реджо от 1534 г., съпруг на Рене Френска
- Иполито II (* 1509, † 1572), кардинал
- Алесандро (* 1514, † 1516)
- Елеонора (* 1515, † 1575), монахиня
- Изабела Мария (* 1519, † 1521)

Има и един или двама природени братя.

## Биография
Той е кръстен „Франческо“ в чест на френския крал Франсоа I. На 3-годишна възраст губи майка си, която умира при раждането на сестра му Изабела Мария.
Получава военно образование според традицията, която предвижда военна кариера за третородния син. На 18-годишна възраст се мести във Франция без съгласието на семейството си. Баща му Алфонсо не приема импулсивния му жест и го лишава от наследство (променя завещанието, като подчинява Франческо на по-големия му брат Ерколе). Алфонсо умира три дни по-късно, на 28 октомври 1534 г. Франческо се завръща във Ферара и му е простено. Брат му Ерколе наследява баща им Алфонсо като херцог с името „Ерколе II“.
През май 1536 г. Ерколе II изпраща Франческо в Ломбардия като капитан на леката кавалерия, за да помогне на император Карл V. Чрез императора Франческо получава ръката на Мария де Кардона, маркиза на Падула и графиня на Авелино, овдовявала през 1536 г. от братовчед си Артале де Кардона. Всъщност императорът изпраща писмо до благородничката. Франческо няма потомство от нея; вместо това той има две дъщери от неизвестна жена. И двете момичета са узаконенни няколко години след раждането им както от папа Григорий XIII, така и от херцога на Ферара Алфонсо II д’Есте.
През 1547 г. Мария и Франческо получават разрешение да отворят железарски заводи във владенията на Авелино и Кандида. Те също са упълномощени от Карл V да провеждат панаир всяка година в Авелино.
Франческо се бие за императора в Испания и също се мести в Северна Африка, участвайки в кампанията в Алжир (1541). Следват битки срещу Херцога на Клев във Фландрия, Франция, Пиемонт и Тоскана.
През 1544 г. е номиниран за маркиз на Маса Ломбарда от папа Павел III с правото да предава титлата на своите мъжки наследници и да сече монети. Отваря монетен двор в крепостта, който развива интензивна дейност до 1573 г.
Впоследствие е на служба при краля на Франция Анри II, който му дава длъжността на лейтенант, за да защитава замъка Монталчино – последната крепост на Сиенската република.
В края на 1553 г. Франческо, на 47-годишна възраст, е освободен от подчинение на брат си Ерколе. Той се завръща в родния си град и купува дворец, който обогатява с градини и други сгради, най-известният от които е Дворецът на Марфиза д'Есте, построен през 1559 г. и наследен от дъщерята на Франческо, чието име носи.
След 1566 г. Франческо се оттегля от обществения живот. Умира във Ферара на 22 февруари 1578 г. на 62-годишна възраст. Според завещанието му е погребан в църквата „Сан Паоло“ в Маса, в центъра на презвитерия близо до главния олтар. Понеже няма наследници от мъжки пол, територията на Маса Ломбарда се връща във владенията на Дом Есте. През 1889 г. тленните му останки са преместени в общинските гробища, за да бъдат преместени вътре в църквата през 1932 г., на стената на десния неф.

## Брак и потомство
∞ 1540 за Мария ди Кардона (* 1509, † 19 март 1563), маркиза на Падула и графиня на Авелино, от която няма деца.
Има две извънбрачни дъщери от неизвестна жена, впоследствие узаконени, кръстени на героини от „Бесният Орландо“ на Лудовико Ариосто:
- Марфиза д'Есте (* ок. 1554, Ферара; † 16 октомври 1608, Ферара), ∞ 1. 1578 за братовчед си Алфонсино д’Есте (* 1560, † 1578), син на маркграф Алфонсо д’Есте (Монтекио), от когото няма деца 2. 1580 за Алдерано Чибо-Маласпина (* 19 декември 1552, † 4 ноември 1606) от Херцогство Маса и Княжество Карара (1552 – 1606), граф на Ферентило, от когото има седем сина и една дъщеря.
- Брадаманте д’Есте (* пр. 1559; † сл. 1597, Модена), ∞ 1575 за граф Ерколе Бевилакуа (* 1554; † 13 декември 1600, Ферара, убит), от когото има седем сина и пет дъщери.